# Liqueur de tirage
La liqueur de tirage est un mélange de vin tranquille, de sucre et de levures. Elle est utilisée dans l'élaboration de la plupart des vins effervescents. Il ne faut pas la confondre avec la liqueur de dosage.

## Principe
Le sucre et les levures contenus dans le vin provoquent une deuxième fermentation, appelée aussi prise de mousse. Cette fermentation produit de l'alcool et du gaz carbonique. C'est ce dernier que le vinificateur cherche à conserver dissous dans le vin. Lors de l'ouverture de la bouteille, le gaz sous pression se détend et reprend son état gazeux ; il donne la mousse et les bulles. Certains vins effervescents comme le champagne réalisent leur prise de mousse en bouteille, alors que d'autres la réalisent en cuve.
Sur les premiers vins effervescents, les bulles n'étaient pas obtenues en utilisant l'ajout d'une liqueur de tirage, mais en embouteillant un vin qui n'avait pas fini de fermenter. C'est le sucre naturel du raisin qui donnait la mousse en achevant sa fermentation en bouteille. C'est le cas de la méthode ancestrale (utilisée pour le gaillac et la blanquette de Limoux) et de la méthode dioise (utilisée pour la clairette de Die).